# Região

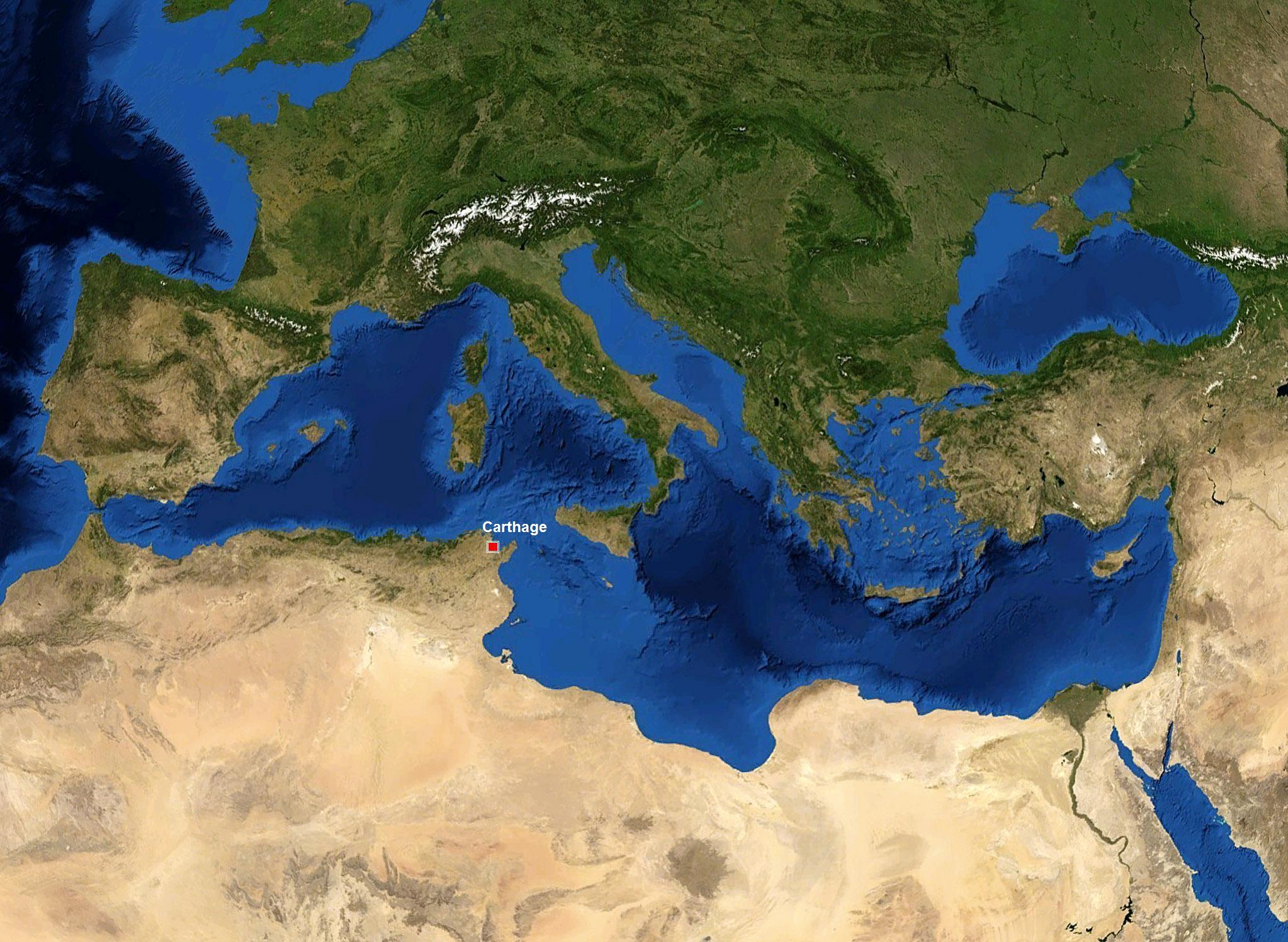
Localização de Cartago no meio do Mar Mediterrâneo.

Região (do latim regio, regionis 'direção, linha reta; caminho direto, fre, de regere 'dirigir, guiar, governar'), originalmente, um conceito de síntese da geografia que pretende definir, numa certa porção da superfície terrestre, uma identidade espacial homogênea baseada na análise dos elementos naturais e humanos. Porém, o termo passou a fundamentar uma área do pensamento geográfico denominada Geografia Regional, concebida em oposição à Geografia Geral. Ao decorrer do século XX tal denominação passou por diversas revisões conceituais e atualmente seu uso tornou-se conflituoso e ambíguo para um olhar que esteja fora do âmbito da epistemologia geográfica. 
Região é uma área da superfície terrestre que apresenta características naturais (geomorfologia, vegetação, clima, entre outras presentes em uma região natural) e humanas (culturais, econômicas, políticas e sociais entre outras) que a diferenciam das demais áreas, configurando uma relativa unidade ou identidade interna. 
Uma região também pode ser qualquer área geográfica que forme uma unidade distinta em virtude de determinadas características, tal como um recorte temático do espaço ou um recorte lógico. Em termos gerais, costumam, mas não necessariamente, ser menores que um país, e podem ser delimitadas em diversas escalas de acordo com as necessidades do estudo. É comum intuitivamente empregarmos, como exemplo, o seguinte uso do termo para expressar uma hierarquia em escalas de abrangência política: país; região; e cidade. De modo mais geral, principalmente para referir fenômenos naturais, também se pressupõe a seguinte sequência: zona; região; e localidade. Por exemplo, podemos dizer que os fenômenos climáticos globais ocorrem de maneira distinta em zonas hemisféricas (norte e sul) e possuem consequências muito particulares em cada localidade. Por outro lado, as cidades servem como lugar de expressão dos territórios de conflitos para grupos populacionais que seguem ordenamentos e determinações nacionais e globais oriundas da produção econômica. 
Na União Europeia, por exemplo, o território é administrativamente dividido em NUTS (Nomenclatura das Unidades Territoriais para fins Estatísticos), que em alguns países vieram a substituir algumas das subdivisões tradicionais dos territórios nacionais.
A divisão e administração territorial difere de país para país, segundo políticas próprias e levando em conta particularidades geográficas, étnicas, históricas, econômicas e ecológicas.
Na geografia tradicional, as regiões eram entendidas como sínteses de elementos físicos e sociais em integração, sendo reconhecidas pela descrição da paisagem. Nesse sentido, a região era uma paisagem diferenciada. O geógrafo clássico que mais se destacou no desenvolvimento desse tipo de estudo regional foi Paul Vidal de La Blache .
Já na geografia quantitativa, a região passa a ser pensada como uma divisão de área definida através de critérios de homogeneidade e/ou de relações funcionais. Os “belts” ou “cinturões” da agricultura norte-americana são exemplos de regiões homogêneas (cinturão do trigo, cinturão do milho, etc.), enquanto as regiões de influência de cidades são exemplos de regiões funcionais.
A geografia humanista (ao menos na proposta de Armand Frémont), concebe a região não apenas com base em critérios econômicos e político-administrativos, mas também como espaço de identidade e de pertencimento. A região é, assim, um espaço mais amplo do que o lugar e onde vivem as pessoas com as quais um determinado indivíduo se identifica. Por exemplo, se uma pessoa que nasceu no Nordeste do Brasil acha que os nordestinos têm um jeito próprio de ser, irá pensar nessa região como o espaço em que vivem pessoas iguais a ela, muito embora ela não tenha visitado a maior parte dessa região. 
A geografia crítica relegou o estudo regional a um plano secundário, pois o identificou com o empirismo da vertente tradicional. Os geógrafos críticos preferem trabalhar com os conceitos de espaço e de território. Alguns geógrafos que procuraram trabalhar com questões regionais numa perspectiva crítica são Yves Lacoste e Edward Soja. Vale também mencionar que Milton Santos elaborou uma proposta de regionalização do território brasileiro em seu livro Brasil: território e sociedade no início do século XXI fé tropa"
Devido à crise do planejamento regional, que se inicia nos anos 1980, o conceito de região não tem sido muito trabalhado pela geografia e nem pela economia regional. Hoje, o conceito mais usado pelos geógrafos latino-americanos é o de território .